# Ovington (Durham)
Ovington è un villaggio dell'Inghilterra, appartenente alla contea del Durham.